# 黄边站
黃邊站是廣州地鐵2號線的車站，位於中国广东省廣州市白云区广云路黄邊北路口的地底，于2010年9月25日啟用。

## 車站結構

### 車站樓層
黄边站共设有兩層。地面為广云路、黄邊北路、鹤展路、广州设计之都办公区及附近住宅樓；地下一層為车站站厅以及2號綫月台；地下二層為聯絡通道。
| 地下一层 | 西站廳   | 售票機、客服中心、商店、安检设施         |  |  |
|          | 侧式站台 |                                          |  |  |
|          | 2 站台   | █2号线 广州南站方向（下站：江夏）        |  |  |
|          | 1 站台   | █2号线 嘉禾望岗方向（下站：嘉禾望岗）    |  |  |
|          | 侧式站台 |                                          |  |  |
|          | 东站廳   | 售票機、客服中心、商店、警务室、安检设施 |  |  |
| 地下二层 | 联络通道 | 非付费区来往两侧站厅 付费区来往两侧站台  |  |  |

### 站厅
黄边站分為东西兩個站廳，均位于地下一层。与2号线位处旧机场位置的三个车站相比，因本站东西站厅的出入口在地面被马路所分隔，兩個站廳及兩個月台无论在收费区范围以及非收费区范围均可由兩條路軌下方的联络通道前往。
车站商店及自助服务方面，黄边站东西站厅均設有7-11便利店。另外黄边站設有自动售卖机、自助售卡/充值机等设施。

### 月台
黄边站設有兩個側式月台，位於广云路的地底。两个月台在乘客眼中看似兩個位於不同層數的單向式月台，但事實上它們是對向式月台設計，只是兩個月台之間被牆壁完全阻隔，令乘客無從得知兩月台位於同一層，与2号线飞翔公园站至江夏站車站設計類似。

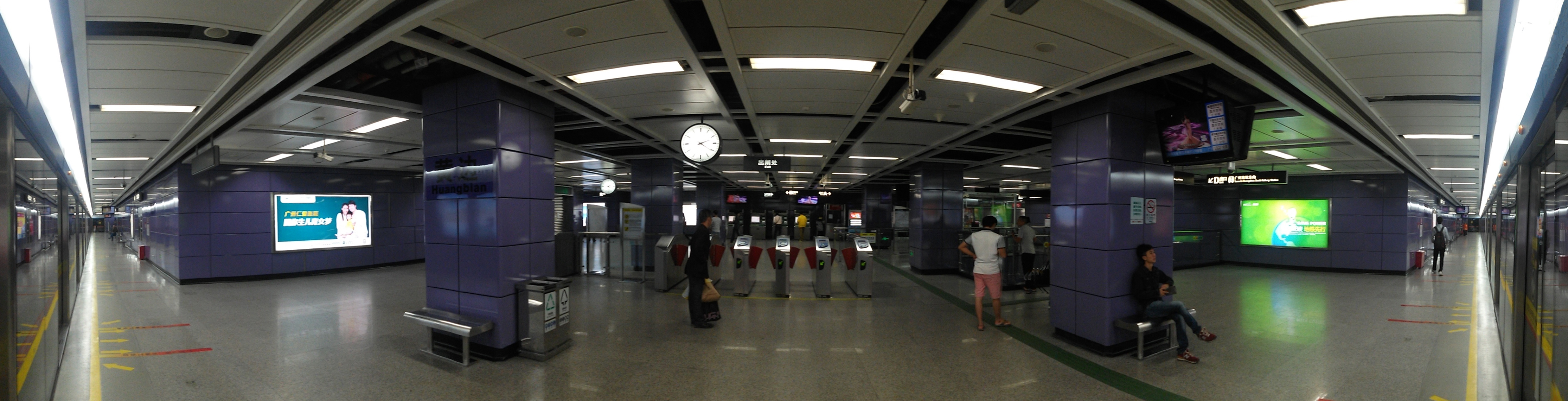
月台全景图（嘉禾望岗方向）

### 出入口
黄边站现时共开放4个出入口供乘客进出。其中C出入口于2020年12月底开通。
|                                                     |                                                           |      |          |                                                                                               |
| 編號                                                | 设施                                                      | 照片 | 出口指示 | 建議前往的目的地                                                                              |
| 东站廳                                              |                                                           |      |          |                                                                                               |
| A                                                   | 盲道标志 · 扶手电梯标志                                   |      | 广云路   | 黄边北路                                                                                      |
| B                                                   | 扶手电梯标志                                              |      | 黄边北路 | 广云路、空港大道（地铁黄边站）公交车站（北行）                                                |
| 西站廳                                              |                                                           |      |          |                                                                                               |
| C                                                   |                                                           |      | 广云路   | 黄边北路、空港大道、广东时代美术馆、黄边北路公交车站（北行）                                  |
| D                                                   | 盲道标志 · 轮椅升降台标志 · 无障碍通道标志 · 扶手电梯标志 |      | 黄边北路 | 广云路、广州设计之都·时光汇、黄边北路公交车站（南行）、空港大道（地铁黄边站）公交车站（南行） |
| 註： 設有 \| 設有 \| 設有輪椅升降台 \| 設有扶手電梯 |                                                           |      |          |                                                                                               |

## 接駁交通
| 编号 | 编号  | 线路                  | 线路                  | 线路                  | 收费                  | 备注                  |
| ---- | ----- | --------------------- | --------------------- | --------------------- | --------------------- | --------------------- |
|      | 539   | 永泰集贤路            | ⇆                     | 同德围（金德苑）      | 2元                   |                       |
|      | 664   | 已于2024年5月4日停办  | 已于2024年5月4日停办  | 已于2024年5月4日停办  | 已于2024年5月4日停办  | 已于2024年5月4日停办  |
|      | 667   | 已于2023年9月24日停办 | 已于2023年9月24日停办 | 已于2023年9月24日停办 | 已于2023年9月24日停办 | 已于2023年9月24日停办 |
|      | 793   | 司法学校              | ⇆                     | 龙归城（地铁夏良站）  | 2元                   |                       |
|      | 794   | 南方医院（白云分院）  | ↻                     | 南方医院（白云分院）  | 2元                   |                       |
|      | 夜76  | 罗冲围（松南路）      | ⇆                     | 太和（民营科技园）    | 4元                   | 563路附属线路         |
|      | 夜119 | 龙归城（地铁夏良站）  | ⇆                     | 司法学校              | 3元                   | 793路附属线路         |

| 编号 | 编号  | 线路                   | 线路                  | 线路                     | 收费                  | 备注                  |
| ---- | ----- | ---------------------- | --------------------- | ------------------------ | --------------------- | --------------------- |
|      | 38    | 时代玫瑰园             | ⇆                     | 文化公园（粤海关博物馆） | 2元                   |                       |
|      | 274   | 富力桃园（增埗村）     | ⇆                     | 黄石路                   | 2元                   |                       |
|      | 425   | 百顺北路（岭南新世界） | ⇆                     | 石井（铁路学校）         | 2元                   |                       |
|      | 666   | 已于2023年9月24日停办  | 已于2023年9月24日停办 | 已于2023年9月24日停办    | 已于2023年9月24日停办 | 已于2023年9月24日停办 |
|      | 667   | 已于2023年9月24日停办  | 已于2023年9月24日停办 | 已于2023年9月24日停办    | 已于2023年9月24日停办 | 已于2023年9月24日停办 |
|      | 743   | 百顺北路（岭南新世界） | ⇆                     | 汇侨新城                 | 2元                   |                       |
|      | 755   | 园坛岭路（地质调查院） | ↻                     | 白云花园                 | 2元                   |                       |
|      | 793   | 司法学校               | ⇆                     | 龙归城（地铁夏良站）     | 2元                   |                       |
|      | 794   | 南方医院（白云分院）   | ↻                     | 南方医院（白云分院）     | 2元                   |                       |
|      | 798   | 时代玫瑰园             | ↻                     | 丛云路南                 | 2元                   |                       |
|      | 831   | 白云花园               | ⇆                     | 石井（市114中）          | 2元                   |                       |
|      | 984   | 夏茅（白云湖公园）     | ⇆                     | 祥云路（珠江高级中学）   | 2元                   |                       |
|      | 夜115 | 已于2025年1月5日停办   | 已于2025年1月5日停办  | 已于2025年1月5日停办     | 已于2025年1月5日停办  | 已于2025年1月5日停办  |
|      | 夜119 | 龙归城（地铁夏良站）   | ⇆                     | 司法学校                 | 3元                   | 793路附属线路         |

## 利用情况
与江夏站一样，车站周边主要为时代玫瑰园等住宅小区以及黄边村、上林镇等城中村镇，因此本站主要客流以周边居民为主。由于地铁的便捷性，部分距离车站较远的居民例如白云花园、元下田一带的居民会使用巴士接驳本站乘坐地铁。因此本站的客流量非常可观，尤其在上下班高峰期间会有更多乘客使用本站。
此外，本站会视情况在节假日期间实行限流措施，以缓解嘉禾望岗站的客流压力。

## 历史
本站最早出现在1997年出現的《廣州市城市快速軌道交通線網規劃研究（最終報告）》。当时已經確定拆分1987年方案中的2號線，出現了現有新二號綫的雛型，车站当时为其主线的其中一座中途站，位于黄边公交站一带，并命名为上林镇站。後來在2000年方案中，往新機場的一段亦被縮減至嘉禾，仍设有本站，直至2003年方案中走向基本定型。
本站于2009年5月31日主体结构封顶，2010年2月被定名为黄边站。2010年9月25日，本站随新二号线（嘉禾望岗至广州南站）开通而正式启用。
2022年疫情期间，本站曾多次受防控措施影响而需要调整服务。4-5月疫情期间，本站于5月2日9时40分至5月12日12时30分暂停运营；年末疫情期间，本站于11月21日至27日暂停运营。